# Archibald Primrose, 5:e earl av Rosebery
Archibald Philip Primrose, 5:e earl av Rosebery, före 1868 känd som lord Dalmeny, född 7 maj 1847 i Berkeley Square, död 21 maj 1929, brittisk politiker, (liberal) brittisk premiärminister 1894-1895. Son till Archibald John Primrose, lord Dalmeny (1809-1851) (son till Archibald John Primrose, 4:e earl av Rosebery ) och lady Catherine Lucy Stanhope (1819-1901).
Rosebery var utrikesminister i Gladstones tredje och fjärde regeringar (1886 och 1892-1894). När Gladstone avgick 1894 blev Rosebery hans efterträdare. Roseberys regering var till större delen utan framgång. Hans planer inom utrikespolitiken, såsom utökning av flottan, omintetgjordes av oenighet inom det liberala partiet, och det konservativt dominerade överhuset stoppade hela liberalernas inrikeslagstiftning. 21 juni 1895 avgick Rosebery efter ett mindre nederlag i underhuset, och en konservativ regering ledd av Lord Salisbury tog över.
Rosebery avgick som partiledare 8 oktober 1896 och tillbringade de sista 30 åren av sitt liv som en alltmer excentrisk resenär, framför allt till Italien där han lät bygga Villa Rosebery utanför Sorrento.

## Familj
Efter faderns död 1851 gifte modern om sig 1854 med Harry Powlett, 4:e hertig av Cleveland.
Archibald Primrose gifte sig 1878 med Hanna de Rothschild (1851-1890), dotter till den förmögne godsägaren med mera Mayer Amschel Rothschild av den berömda släkten.
Barn:
- Albert Edward Harry Primrose, 6:e earl av Rosebery (1882-1974)
- Rt. Hon. Neil James Archibald Primrose (1882-1917) kapten, dödad i första världskriget